# Шмид, Янник
Янник Шмид (нем. Yannick Schmid; род. 11 мая 1995, Люцерн) — швейцарский футболист, защитник клуба «Винтертур».

## Карьера
В 2012 году перешёл из академии «Кринса» в академию «Люцерна». Летом 2013 года был отдан в аренду клубу «Цуг 94» на шесть месяцев для получения игровой практики.
Летом 2015 года подписал контракт до июня 2017 года с первой командой «Люцерна» выступающей в Суперлиге. Дебютировал в Чемпионате Швейцарии 8 мая 2016 года в гостевом матче против лихтенштейнского клуба «Вадуц».
В июне 2016 года Шмид был отдан в однолетнюю аренду клубу «Волен», выступающему в Челлендж-лиге.
Продлил истекающий контракт в мае 2017 года ещё на два года, до конца июня 2019 года. Шмид забил свой первый гол в Суперлиге за «Люцерн» 9 августа 2017 года в выездном матче против «Санкт-Галлена», который завершился победой со счетом 2:0. Покинул «Люцерн» летом 2019 года по истечении контракта.
Летом 2019 года Шмид подписал контракт с лихтенштейнским клубом «Вадуц», выступающим в Челлендж-лиге. По окончании сезона 2019/2020 вместе со своим клубом вышел в швейцарскую Суперлигу.
В конце июля 2022 года Шмид перешел в «Винтертур», выступающий в швейцарской Суперлиге.

## Достижения
«Вадуц»
- Кубок Лихтейнштейна: 2021/2022[14]